# Герб Кролевецького району
Герб Кролеве́цького райо́ну — офіційний символ Кролевецького району Сумської області. Був затверджений 2 лютого 2001 року 15-ю сесією Кролевецької районної ради третього скликання.

## Опис
Гербом району є герб міста Кролевець, відомий з 1644 року, затверджений з незначними змінами 4 червня 1782 року з доданням жовтої кайми. 
Гербовий щит має форму чотирикутника із загостренням унизу. У синьому полі — зображення Архангела Михаїла з крилами, в одязі воїна, який стоїть на чорному змії, зв'язаному вузлом, тримаючи в одній руці оголений меч, а в другій — золоті ваги.  
У верхній частині міська корона вінчає історичний герб міста Кролевця. Ліворуч і праворуч щита герба — обрамлення з дубового листя, що вказує на лісові багатства Кролевеччини, її добробут, міць і славу.
У нижній частині — два колоски пшениці, що мають разом двадцять двоє зернят, які дорівнюють кількості суб'єктів (рад) Кролевецького району. Разом із тим колоски символізують основне заняття жителів Кролевеччини з давніх часів до сьогодні і вказують на головні риси характеру її жителів: працелюбність, гостинність, любов до рідної землі. Поряд з колосками, нижче, знаходяться два кетяги калини — одного з національних символів українського народу, який вказує, що Кролевеччина є невід'ємною частиною українського етносу та української держави.